# BVA Cup 2019 (maschile)
La BVA Cup 2019, 12ª edizione della omonima competizione di pallavolo maschile, si è svolta dal 2 al 4 ottobre 2019: al torneo hanno partecipato tre squadre di club afferenti alla BVA e la vittoria finale è andata per la prima volta al Tokat.

## Regolamento

### Formula
La formula ha previsto un girone all'italiana.

### Criteri di classifica
Se il risultato finale è stato di 3-0 o 3-1 sono stati assegnati 3 punti alla squadra vincente e 0 a quella sconfitta, se il risultato finale è stato di 3-2 sono stati assegnati 2 punti alla squadra vincente e 1 a quella sconfitta.
L'ordine del posizionamento in classifica è stato definito in base a:
- Punti;
- Ratio dei set vinti/persi;
- Ratio dei punti realizzati/subiti;
- Risultati degli scontri diretti.

## Squadre partecipanti
- Prishtina
- Strumica
- Mladi Radnik[2]
- Tokat

## Torneo

### Risultati
| 2 ottobre 2019 Sportska sala Park, Strumica Durata: ? - Spettatori: ? | Tokat    | 3 - 0 | Prishtina | 25-13, 25-15, 25-16        |
| 3 ottobre 2019 Sportska sala Park, Strumica Durata: ? - Spettatori: ? | Strumica | 3 - 1 | Prishtina | 21-25, 25-20, 25-20, 25-20 |
| 4 ottobre 2019 Sportska sala Park, Strumica Durata: ? - Spettatori: ? | Tokat    | 3 - 1 | Strumica  | 25-11, 25-15, 25-20        |

### Classifica
| Pos. | Squadra   | Pt | G | V | P | SV | SP | Ratio | PF  | PS  | Ratio |
| ---- | --------- | -- | - | - | - | -- | -- | ----- | --- | --- | ----- |
| 1.   | Tokat     | 6  | 2 | 2 | 0 | 6  | 0  | MAX   | 150 | 90  | 1,666 |
| 2.   | Strumica  | 3  | 2 | 1 | 1 | 3  | 4  | 0,750 | 142 | 160 | 0,887 |
| 3.   | Prishtina | 0  | 2 | 0 | 2 | 1  | 6  | 0,166 | 129 | 171 | 0,754 |

## Classifica finale
| Pos | Squadra   | Qualificazione        |
| --- | --------- | --------------------- |
|     | Tokat     | Challenge Cup 2019-20 |
| 2   | Strumica  |                       |
| 3   | Prishtina |                       |